# Южно-Уральская железная дорога
Южно-Ура́льская желе́зная доро́га (ЮУЖД) — один из 16 территориальных филиалов ОАО «Российские железные дороги», эксплуатирующий железнодорожную инфраструктуру на территориях Курганской, Оренбургской, Челябинской областей, частично на территории Омской, Самарской, Саратовской, Свердловской областей, Республики Башкортостан, а также за пределами Российской Федерации в Казахстане на территории Северо-Казахстанской области (транзитный участок на линии Курган — Петропавловск — Омск. Управление дороги находится в Челябинске.

## История
Дорога образована в январе 1934 года при разделении Пермской железной дороги и слиянии с рядом линий, проходящих по районам Южного Урала. При образовании состояла из 8 отделений дороги: Златоустовское, Челябинское, Курганское, Троицкое, Карталинское, Нязепетровское, Уфалейское, Синарское. Первым её руководителем стал Иван Князев.
В состав дороги ныне входят старейшие железнодорожные линии, построенные в 1860—1880-х годах. В 1877 году начата эксплуатация линии Оренбург — Самара, в 1892 году закончено строительство Самаро-Златоустовской железной дороги до Челябинска, в 1891 году начато сооружение южного хода, ставшего впоследствии частью Транссибирской магистрали. В 1882 году от Челябинска начато строительство линии на Курган — западной части Транссиба. В 1895 году завершена прокладка пути на линии Челябинск — Екатеринбург (через Кыштым, Верхний Уфалей, Полевской) Уральской железной дороги. В 1911—1916 годах построена Западно-Уральская железная дорога (Бердяуш — Лысьва).
Дорога получила значительное развитие в 1930-е годы. Тогда были построены линии Чурилово — Синарская, Карталы — Акмолинск. Уложены вторые пути и оборудована автоблокировкой линия Челябинск — Макушино. На дорогу поступают мощные паровозы серий ФД, СО, ИС. Реконструкция дороги, завершённая в 1940 году, позволила увеличить грузооборот в 2,4 раза.
В 1934—1959 годах существовала Оренбургская железная дорога. В 1959 году дорога была присоединена к Куйбышевской железной дороге. Несколько позже линии Кинель — Оренбург — Илецк, Оренбург — Орск — Айдырля были переданы из Куйбышевской железной дороги в состав Южно-Уральской железной дороги.
В годы Великой Отечественной войны работники дороги строили бронепоезда, поезда-бани, санитарные поезда.
- В 1945 году электрифицирован на постоянном токе участок Челябинск — Златоуст.
- В 1949 году — участок Златоуст — Кропачёво.
- В 1957 году:
  - Курган — Макушино и
  - Челябинск — Курган.
- В 1961 году — Макушино — Исилькуль.

На участках Челябинск — Свердловск, Челябинск — Троицк — Карталы — Магнитогорск к началу 1970-х годов была введена тепловозная тяга.
- В 1957 году сдана в эксплуатацию линия Миасс — Учалы — Межозёрный.
- В 1980 году сдана в эксплуатацию линия Сакмарская — Мурапталово.
- В 1981 году — линия Красногвардеец — Новоперелюбская.

В 1971 году награждена орденом Октябрьской Революции.
Длина дороги по состоянию на 1991 год 4934,9 км; в 2011—2013 годах ряд участков Челябинского, Оренбургского региона ЮУЖД был передан Казахстанским железным дорогам.

## Структура
Регионы и отделения дороги с 1 июля 2014 года:
1. Челябинский регион.
2. Златоустовский регион.
3. Курганский регион.
4. Оренбургский регион.
5. Петропавловское отделение.

До 1 января 2011 года в состав дороги входило 4 отделения: Челябинское, Орское, Курганское и Петропавловское. 1 января 2011 года были созданы Челябинский, Орский, Курганский и Оренбургский регионы, прежнее наименование сохранило только Петропавловское отделение — филиал ОАО «РЖД» на территории Республики Казахстан. 1 июля 2014 года был упразднён Орский регион, а вместо него был создан Златоустовский регион. Ранее существовали Златоустовское, Карталинское, Оренбургское отделения. 
Основные узловые станции дороги: Челябинск-Главный, Курган, Петропавловск, Троицк, Карталы, Магнитогорск, Орск, Оренбург, Бердяуш.
Южно-Уральская железная дорога граничит:
- с юга с железными дорогами Казахстана (Челябинская область: перегон Карталы — Аксу; Оренбургская область: станция Канисай, перегон Орск-Новый город — Киргильда; Курганская область: перегон Утяк — Зауралье — Зерновая; Северо-Казахстанская область Республики Казахстан: перегон Петропавловск — Блок пост 7 км — Чаглинка)
- с юго-запада с Приволжской железной дорогой (Саратовская область: перегон Новый Камелик — Осинодольский — Новоперелюбская)
- с запада с Куйбышевской железной дорогой (Самарская область: перегон Колтубанка — Спиридоновка — Кинель; Республика Башкортостан: перегон Урал-Тау — Укшук — Белорецк; Оренбургская область: Сакмарский — Октябрьский — Мурапталово; Челябинская область: перегон Кропачёво — Аша — Иглино)
- с севера со Свердловской железной дорогой (Свердловская область: перегон Верхний Уфалей — Полдневая — Полевской; Челябинская область: перегоны Нязепетровская — Сказ — Михайловский завод, Нижняя — Разъезд № 1 — Каменск-Уральский; Курганская область: перегон Водолазово — Колчедан — Каменск-Уральский)
- с востока с Западно-Сибирской железной дорогой (Омская область: перегон Юнино — Исилкуль)

Кроме Челябинской, Оренбургской и Курганской области, транзитные (и тупиковые) участки железнодорожной сети ЮУЖД также находятся на территории Самарской области (перегон Тюльпан — Осинодольский), Республики Башкортостан (перегон Разъезд № 22 — Сибай, части участков перегонов Бердяуш — Кропачёво, Злоказово — Ункурда), а также за пределами Российской Федерации — в Казахстане (участок Горбуново — Петропавловск — Юнино, входящий в зарубежное Петропавловское отделение ЮУЖД).

## Локомотивный парк
В локомотивном парке дороги магистральные тепловозы 2ТЭ10В как учебные, а также использующиеся на вывозной работе и при перевозке ремонтных поездов, магистральные тепловозы 2ТЭ116У, 2ТЭ10М, 2ТЭ10У и 2ТЭ25КМ, маневровые тепловозы ЧМЭ3, ТЭМ14 и ТЭМ7А, пассажирские тепловозы 2ТЭ10УТ и ТЭП70, грузовые электровозы постоянного тока 2ЭС6, ВЛ10, ВЛ10У, ВЛ10К, ВЛ11 в/и, пассажирские электровозы постоянного тока ЭП2К грузовые электровозы переменного тока ВЛ80С, ВЛ80СК, ВЛ80Т, ВЛ80ТК, 4ЭС5К и пассажирский электровоз ЭП1, электропоезда ЭД4М, ЭД9М, ЭС1П «Ласточка», ЭП2Д и ЭП3Д рельсовые автобусы РА1, РА2 и РА3.
Локомотивные депо Южно-Уральской железной дороги: Златоуст, Челябинск, Петропавловск, Орск, Оренбург, Бузулук, Курган, Карталы. Моторвагонные депо: Челябинск, Курган, ТЧ 34 Сакмарская (Южно-Уральская дирекция МВПС).

## Руководство
Начальники дороги:
- Князев И. А. (01.04.1934 — 05.10.1936 /репрессирован (1936), расстрелян (1937), реабилитирован (1963))
- Бодров А. В. (05.10.1936 — 22.05.1938 /репрессирован (1939), расстрелян (1941), реабилитирован (1957))
- Убий-Вовк Д. Д. (22.05.1938 — 25.07.1939 /репрессирован (1941), расстрелян (1941), приговор отменён (1957))
- Коркин Ф. Г. (25.07.1939 — 19.09.1940)
- Малькевич Л. П. (19.09.1940 — 22.09.1942)
- Молчанов А. П. (23.09.1942 — 20.01.1943)
- Гундобин Н. А. (20.01.1943 — 27.09.1944)
- Малькевич Л. П. (27.09.1944 — 24.06.1948)
- Ямович А. А. (12.08.1948 — 25.06.1951)
- Тышков Р. А. (25.06.1951 — 16.05.1953)
- Калабухов Д. М. (16.05.1953 — 09.11.1966)
- Виноградов Г. В. (09.11.1966 — 06.05.1969)
- Шулешко Ф. И. (20.05.1969 — 11.09.1972)
- Гинько В. Н. (21.09.1972 — 17.01.1978)
- Тарунин Г. В. (17.01.1978 — 07.02.1984)
- Воробьев И. П. (07.02.1984 — 23.10.1999)
- Целько А. В. (24.10.1999 — 23.05.2000)
- Дьяконов Ю. М. (24.05.2000 — 08.07.2002)
- Левченко А. С. (30.08.2002 — 04.07.2007)
- Молдавер В. И. (04.07.2007 — 09.11.2009)[13]
- Попов В. А. (09.11.2009 — 23.05.2018)[14]
- Храмцов А.М. (23.05.2018 — 10.2021)

С 27 октября 2021 года начальником Южно-Уральской железной дороги является Рязанов Игорь Владимирович 